# طلیحات، حماة
طلیحات (به عربی: طلیحات) یک روستا در سوریه است که در ناحیه حمرا واقع شده‌است. طلیحات ۱٬۳۰۶ نفر جمعیت دارد.